# Живчик (напій)
«Живчик» — бренд безалкогольних соковмісних напоїв, що виготовляється українською компанією ПрАТ «Оболонь». Перший тестовий налив напою відбувся у жовтні 1999 року (за іншими даними у січні 2000 року).
Напої торговельної марки «Живчик» містять від 3 % до 10 % натурального соку, залежно від смаку. Зокрема, у «Живчику Яблуко» вміст вуглеводів становить 10 %.

## Історія бренду
Новий газований напій «Живчик» з’явився в асортименті компанії «Оболонь» у січні 2000 року.
Продуктова ідея полягала у створенні напою на основі яблучного соку, що дозволяла створити попит на українські яблука та дати споживачам натуральний продукт на противагу імпортним напоям синтетичного походження. Крім того, для посилення унікальності напою було вирішено додати екстракт ехінацеї та вітамін C, а також сфокусувати увагу потенційних споживачів на корисних для здоров'я властивостях напою. Це сприяло формуванню унікальності та лідерства бренду на ринку безалкогольних напоїв, оскільки аналогів напою не було на вітчизняному ринку.
Слово «Живчик» означає енергійний та рухливий хлопчик (в окремих регіонах України). Для посилення образу бренду було створено персонажа — веселе яблучко Живчик, яке на етикетці зображено у поєднанні з рожевою квіткою ехінацеї пурпурової, а рекламу сфокусовано на дитячій аудиторії.
Бренд став настільки популярним серед своєї цільової аудиторії, в першу чергу у дітей шкільного та дошкільного віку, що він миттєво зрівнявся по об’єму продажів за перший рік із лідерами ринку (цього результату було досягнуто без фактичної рекламної підтримки при впровадженні напою у ринок) та отримав відзнаку «Бренд року 2000».
Живчик» позиціонує себе як бренд, що об’єднує всю родину і допомагає дорослим та дітям бути ближчими один до одного. Тому теперішні рекламні кампанії бренду спрямовані на висвітлення сімейних цінностей, веселих розваг, унікальності смаку та користі (у напої міститься натуральний сік, рослинні екстракти та вітаміни, що підтримують імунітет). Гасло бренду: «Щасливі моменти з користю для родини».
2001 року розпочався випуск безалкогольного напою «Живчик Унік» зі смаком яблука та ехінацеї. Особливістю даного напою стало використання фруктози замість цукру, що зробило його можливим для споживання людям хворим на цукровий діабет. Крім того, проведені дослідження показали, що «Живчик Унік» має явно виражені протирадіонуклідні властивості, про що свідчить експертний висновок, виданий Науковим центром радіаційної медицини 7 лютого 2001 року. Зі слів доктора медичних наук Корзуна Віталія Наумовича, цей напій не має собі рівних серед харчових продуктів світу по виведенню цезію та стронцію з організму людини.
Уже на початку 2002 року на бренд «Живчик» припадало 60 % обсягу продажів усіх безалкогольних напоїв підприємства «Оболонь», у той час як компанія займала частку 12 % на ринку безалкогольних напоїв в Україні та посідала друге місце в рейтингу. Також у 2002 році «Живчик» презентував новий лимонний смак.
2006 став роком випуску напою «Живчик Груша» та відзначився першим редизайном героїв та етикетки. 
У 2007 році бренд випустив перший мультсеріал – «Живчик та його друзі», який демонструвався в ранковому ефірі на каналі «1+1».
2007 рік також відзначився початком експорту напою (країни-імпортери: Азербайджан, Бельгія, Болгарія, Велика Британія, Вірменія, Гана, Греція, Грузія, Естонія, Ізраїль, Ісландія, Іспанія, Італія, Канада, Китай, Кіпр, Конго, Кот-д'Івуар, Латвія, Литва, Молдова, Нігерія, Нідерланди, Німеччина, Нова Зеландія, ОАЕ, Панама, Польща, Португалія, Словаччина, США, Туркменістан, Франція, Чехія).
«Живчик», як символ сімейності, здоров’я та активних розваг, для всіх прихильників активного сімейного відпочинку у 2008 році випустив спортивно-розважальну програму «Живчик старти», трансляція якої відбулась на національному телебаченні. Також у бренду з’явився власний сайт.
У 2009 році герої та етикетки «Живчика» зазнали другої хвилі редизайну.
У 2010 році – розпочато виробництво негазованої версії напою «Живчик зі смаком яблука», у складі якого міститься натуральний яблучний сік, екстракт ехінацеї і вітамін С, що сприяють зміцненню імунітету.
У 2011 році вийшов новий вишневий смак «Живчика» з екстрактом шипшини і вітаміном С.
У 2012– 2013 році яблучний «Живчик» став ще ближчим до споживача – герой почав позувати у форматі 3D і в новому дизайні етикетки.
Бренд «Живчик» щорічно проводить маркетингові дослідження серед споживачів на тему іміджу, актуальності упаковки, героя, етикетки, смаків, що дозволяє марці завжди залишатись сучасною та актуальною. 
Напій відсвяткував своє 15-річчя у 2014 році та випустив оновлений смак – «Живчик Апельсин» з екстрактом обліпихи і вітаміном С, а в 2015 році у форматі 3D на етикетці почали показувати й інші бренд-герої, напій отримав нове упаковування — ПЕТ пляшку об'ємом 0,33 л, а також спеціальний різновид кришки flip-top.
2016 рік відзначився запуском яблучного напою у новому форматі 1,5 л. та випуском лімітованої колекції святкових пляшок спеціально до Нового року.
У 2017 році бренд «Живчик» оновив свій 3D образ, всі герої з’явились у більш сучасному варіанті та з новими позингами.
2021 року бренд «Живчик» провів інноваційне нейромаркетингове дослідження, в рамках якого було проведено ряд тестувань для аналізу точкової та загальної реакції споживачів, їхньої поведінки при візуальній взаємодії з новими дизайнами етикеток. На основі отриманих даних було обрано новий дизайн пакування «Живчика».
У цьому ж році відбувся запуск новинок:
- Лінійки квасів живого бродіння: «Живчик LE’KVAS» з фруктовими та ягідними смаками.
- Молодіжної лінійки: «Живчик Smart Cola» (натуральний напій, який має класичний смак коли та при цьому не містить інгредієнтів, які негативно впливають на організм: ортофосфорної кислоти (що руйнує емаль зубів) і кофеїну (впливає на нервову систему), «Живчик Orange» та «Живчик Leemon» (відсвіжні напої, що містять у своєму складі сік та вітамін С). [9]

У 2022 році бренд «Живчик» продовжує бути невіддільною частиною українського інформаційного, культурного та психологічного фронтів. Бренд долучається до проведення різноманітних соціальних, спортивних та благодійних заходів задля підтримки та розвитку дітей у тяжкий для країни час. 
У травні 2024 року компанії «Universal Bank» та «Оболонь» запустили новий смак:
- Живчик з екстрактом валер’яни, прозваний у народі як «Моноживчик». Також компанія Монобанк дала можливість користувачам інтернету отримати яблучний костюм на віртуального кота у додатку Monobank, за допомогою QR-коду на банці.

«Живчик» на благодійній основі допомагає найбільшій дитячій лікарні України «Охматдит». Виступив партнером благодійних заходів для дітей, серед яких фестиваль вуличного мистецтва «Street Art & Music Festival», фестиваль творчості дітей та молоді з функціональними обмеженнями під назвою «З перемогою в серці», підтримує культурні дитячі заходи організовані Деснянським управлінням культури м. Києва, дитячі футбольні турніри та багато іншого. 

## Мультсеріал
У 2007 році був створений дитячий мультсеріал «Живчик та його друзі», який має 12 серій.
За сюжетом Живчик та його друзі, Лимончик і Грушка, постійно потрапляють у пригоди та кумедні ситуації. Однак, із кожного курйозу чи непростого випадку друзі роблять висновки та це стає для них корисним уроком.

## Рекламні кампанії
Бренд «Живчик» майже щороку запускає рекламні кампанії в яких, окрім корисних властивостей напою, розкриває актуальні для споживачів теми: важливість сімейних цінностей; раціональне використання гаджетів дітьми, важливість реального світу, повного цікавих та активних розваг; активний спосіб життя та веселі розваги в колі родини і друзів тощо. 
Рекламні ролики «Живчик» можна переглянути на Youtube-канал «Живчик».

## Асортимент
Станом на 2022 рік, в асортименті бренду «Живчик» є наступні напої:
1. Базова лінійка:
«Живчик Яблуко» газований та негазований (містить яблучний сік, екстракт ехінацеї, вітамін С)
«Живчик Апельсин» (містить апельсиновий сік і екстракт обліпихи, вітаміни С та Е)
«Живчик Лимон» (містить лимонний сік, вітаміни С та Е)
«Живчик Груша» (містить грушевий сік, екстракт шипшини, вітаміни С та Е)
«Живчик зі смаком яблука та винограду» (містить сік, екстракт ехінацеї, вітамін C)
«Живчик зі смаком яблука та лісових ягід» (містить сік, екстракт ехінацеї, вітамін C)
«Живчик зі смаком вишні» (містить вишневий сік, екстракт шипшини, вітамін C)
2. Молодіжна лінійка:
«Живчик Smart Cola» (класична кола, в складі якої відсутня ортофосфорна кислота і кофеїн), аналог Кока-коли
«Живчик Orange» (містить сік і вітамін C), аналог Фанти
«Живчик Leemon» (містить сік і вітамін C), аналог Спрайту.